# Kostel svaté Kateřiny Alexandrijské (Dolní Podluží)
Kostel svaté Kateřiny Alexandrijské v Dolním Podluží je farním kostelem Římskokatolické farnosti Dolní Podluží. Původně renesanční stavba z roku 1548 prošla výraznými přestavbami v 18. a 19. století. Na konci 20. století se kostel ocitl v havarijním stavu a přestaly v něm být slouženy bohoslužby. Od roku 1966 je zapsán jako nemovitá kulturní památka. Památkový katalog uvádí zasvěcení svaté Kateřině Sienské, nikoliv Alexandrijské.

## Historie
Ves Dolní Podluží (původně Voigtsdorf) měla vlastní kostel pravděpodobně již ve 14. století, bližší informace však chybí. Roku 1411 byl postaven kostel nový, dřevěný. Kamenný chrám v duchu saské renesance byl dokončen v roce 1548 (datování na pravém bočním portálu). Od roku 1611 byla farnost součástí sousední jiřetínské farnosti a z dolnopodlužského chrámu se stal více než dvě století filiální kostel. Barokními úpravami prošel v letech 1720–1734, slavnostní vysvěcení se konalo dne 27. června 1734. Věž kostela byla přistavěna až později, a to pravděpodobně roku 1751. V následujícím roce dostala novou makovici s křížem z dílny tesařského mistra Josefa Breyera. Hlavní portál je datován rokem 1801, rozsah stavebních úprav však není znám. Z roku 1838 pocházejí sakristie a obě schodišťové přístavby, které zpřístupňují empory (obě přístavby) a věž (pravá přístavba). Když byla roku 1860 v Dolním Podluží obnovena samostatná farnost, místní svatostánek se stal opět farním kostelem. Barokní věž vyhořela v roce 1867, obnovy se dočkala v letech 1882–1883. Vitráže v presbytáři pocházejí z roku 1912 a darovala je rodina Pergeltových a také místní farář Ferdinand Beer. Ten vitráž věnoval u příležitosti kulatého výročí dvaceti let od svého kněžského svěcení a zároveň desetiletého působení ve farnosti. Vitráže v lodi jsou mladší, instalovány byly roku 1925 a znázorňují výjevy z života Ježíše Krista.
Po druhé světové válce a vysídlení původního obyvatelstva začal kostel kvůli nedostatku financí chátrat. Silně poškozená střešní krytina byla vyměněna roku 1989, o pět let později došlo i na střechu věže. Krovy a stropní trámy se ocitly v 90. letech 20. století v havarijním stavu, proto musel být roku 1998 kostel pro veřejnost uzavřen. O jeho celkovou rekonstrukci usiluje Sdružení na záchranu kostela sv. Kateřiny, o. s. Založeno bylo roku 2006 a z jeho popudu prošel v letech 2011–2012 krov kostela rekonstrukcí. Do dalších let plánuje sdružení dokončení oprav stropů, výměnu oken, rekonstrukci propadlého schodiště věže a osazení ochranných sítí.
Vlastníkem kostela zasvěceného svaté Kateřině Alexandrijské je v současnosti Římskokatolická farnost Dolní Podluží. Spravován je excurrendo P. Alexejem Balážem z děkanství Varnsdorf, vzhledem k špatnému stavebně-technickému stavu budovy se pravidelné bohoslužby sloužit nemohou.

## Popis

### Interiér
Vnitřek kostela je plochostropý, doplněný štukovým zrcadlem. V levé sakristii je původní křížová hřebínková klenba pocházející ze 16. století, pravou sakristii zakrývá plochá placková klenba. Dvoupatrovou tříramennou tribunu zdobí sochy z 19. století. Vítězný oblouk chybí. Presbytář zdobí ilusivně malované pilastry a kladí. Zařízení je pozdně barokní, pochází z přelomu 18. a 19. století. Varhany z roku 1760 postavil žitavský varhanář Johann Gottlieb Tamitius (1691–1769) ve spolupráci se svým zetěm Leonhardem Balthasarem Schmahlem (1729–1779). Roku 1908 je nahradil nový dvoumanuálový nástroj s 18 rejstříky od Heinricha Schiffnera (1853–1938). Autorem oltářního obrazu svaté Kateřiny Alexandrijské je Johann Birnbaum (1793–1872).

### Exteriér
Orientovaný jednolodní kostel je půlkruhově zakončený, po obou stranách jej doplňují čtvercové sakristie s oratořemi v patře. V průčelí je umístěn obdélný hlavní portál datovaný rokem 1801, nad ním profilovaná nadedveřní římsa. Věž, novogoticky upravená po požáru, vytváří plochý rizalit, po jehož stranách jsou umístěny vedlejší vchody. Průčelí doplňují tři obdélná okna s půlkruhovým zakončením umístěná nad vchody. Okna bočních stěn jsou povětšinou obdélná, zakončená půlkruhovým obloukem, rozmístěná ve třech řadách nad sebou. Fasáda je značně poškozená, původně hladká a nečleněná, pouze okna mají jednoduché orámování s klenáky. Jižní stěnu zdobí dřevěný dvojramenný kříž s nápisem "Rette deine Seele!" (Spas svou duši!) a letopočty 1895, 1909 a 2009. Střechu pokrývaly původně pálené tašky, které při poslední opravě nahradily vláknocementové šablony. Ze zadní části střechy vybíhá sanktusník s barokní bání.

### Okolí kostela
Severně navazuje na kostel bývalý hřbitov, zrušený roku 1885. Fara byla postavena roku 1788. Polozděný patrový dům se slepými arkádami a mansardovou střechou zanikl po druhé světové válce.

## Galerie

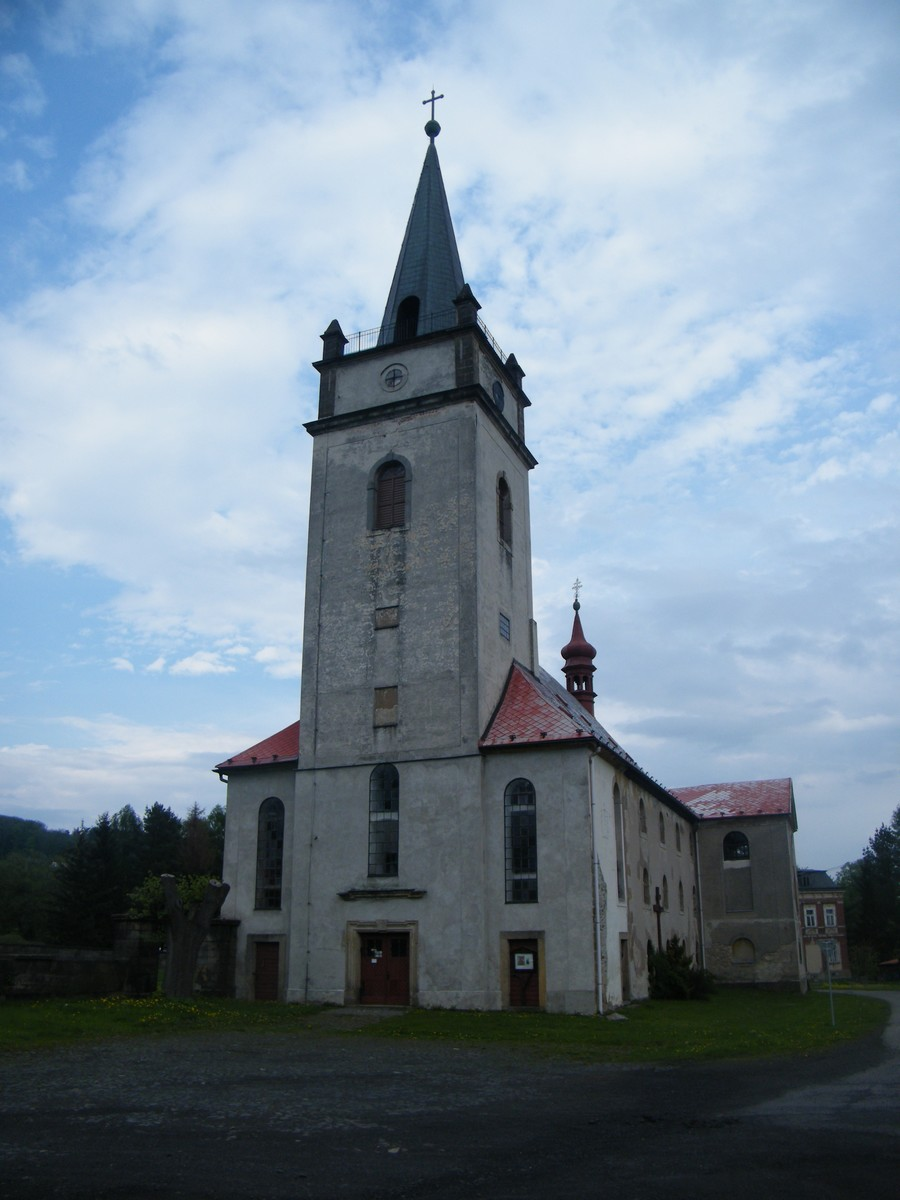
Průčelí s věží (2016)
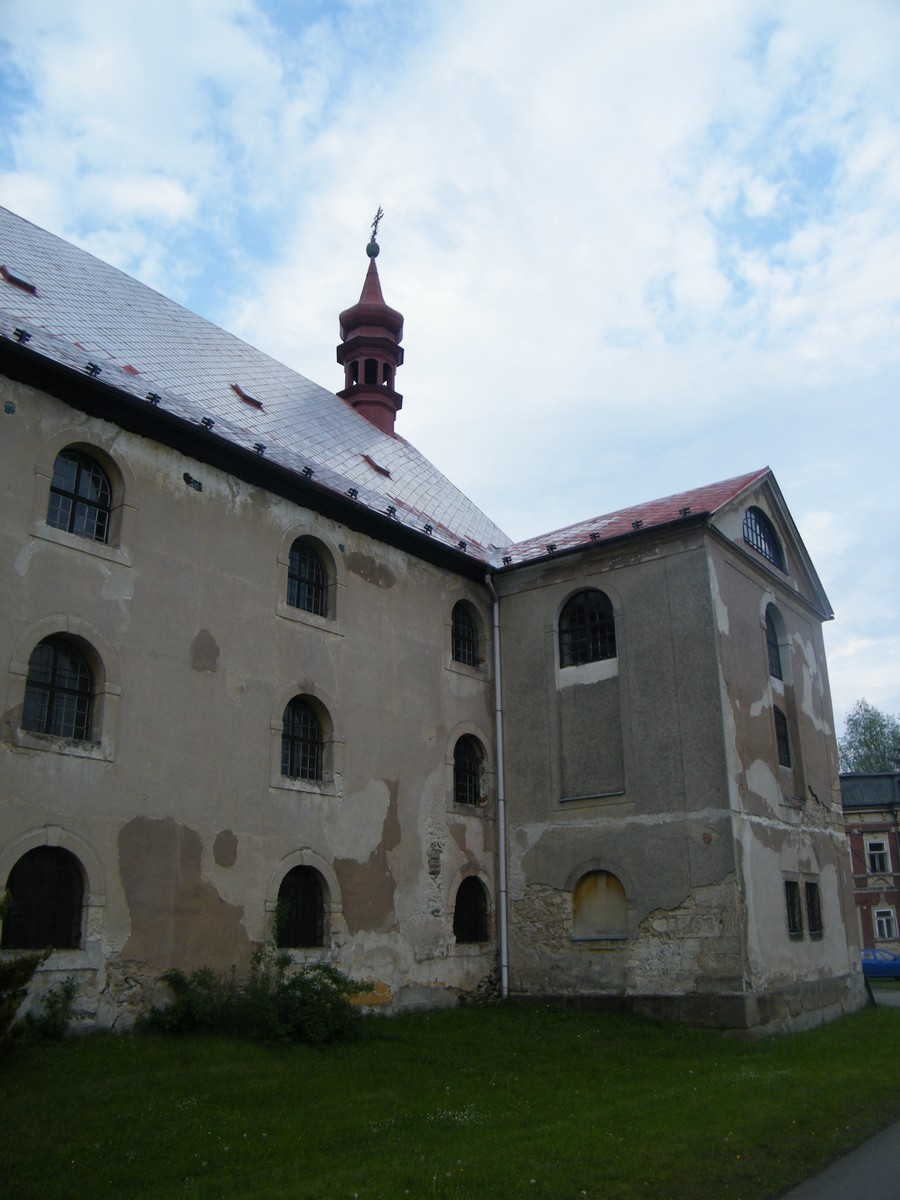
Jižní stěna se sakristií (2016)
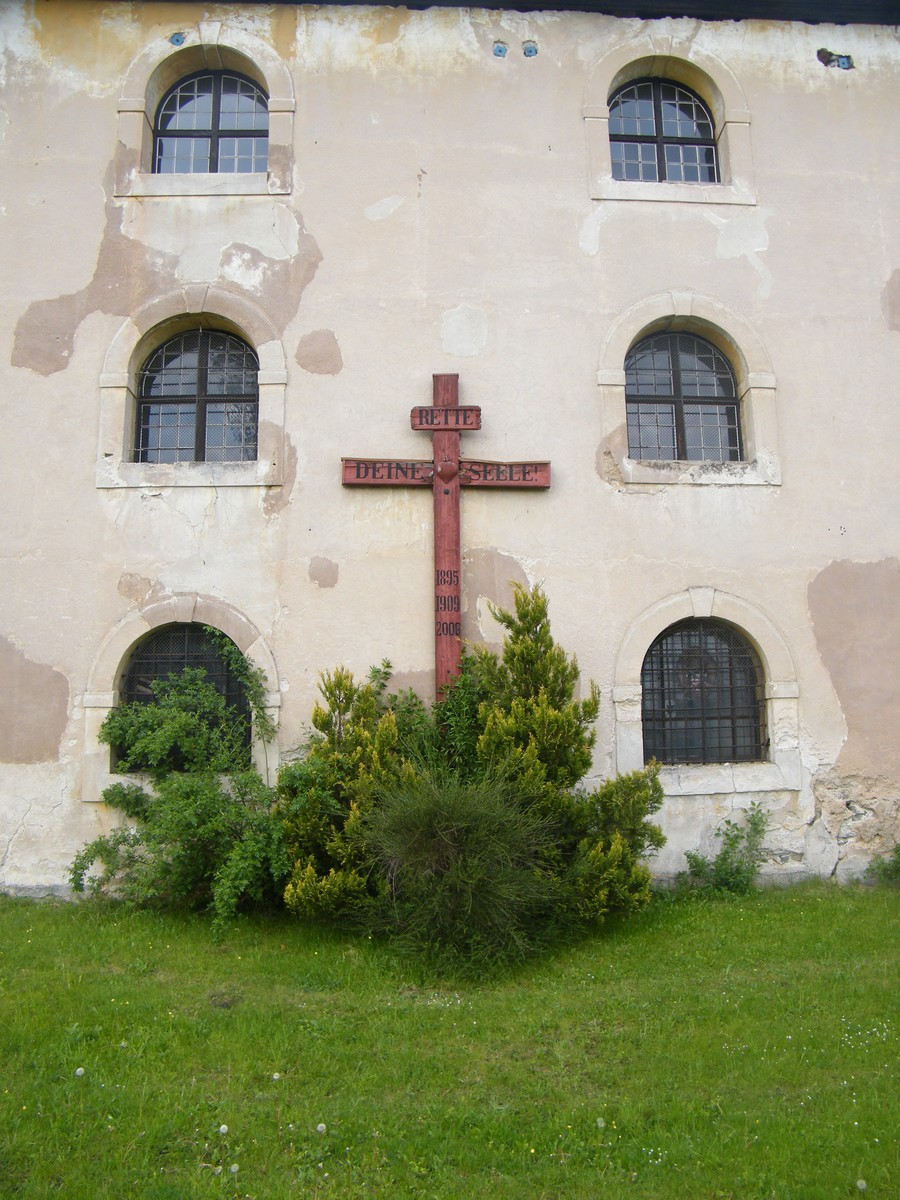
Kříž na jižní stěně (2016)
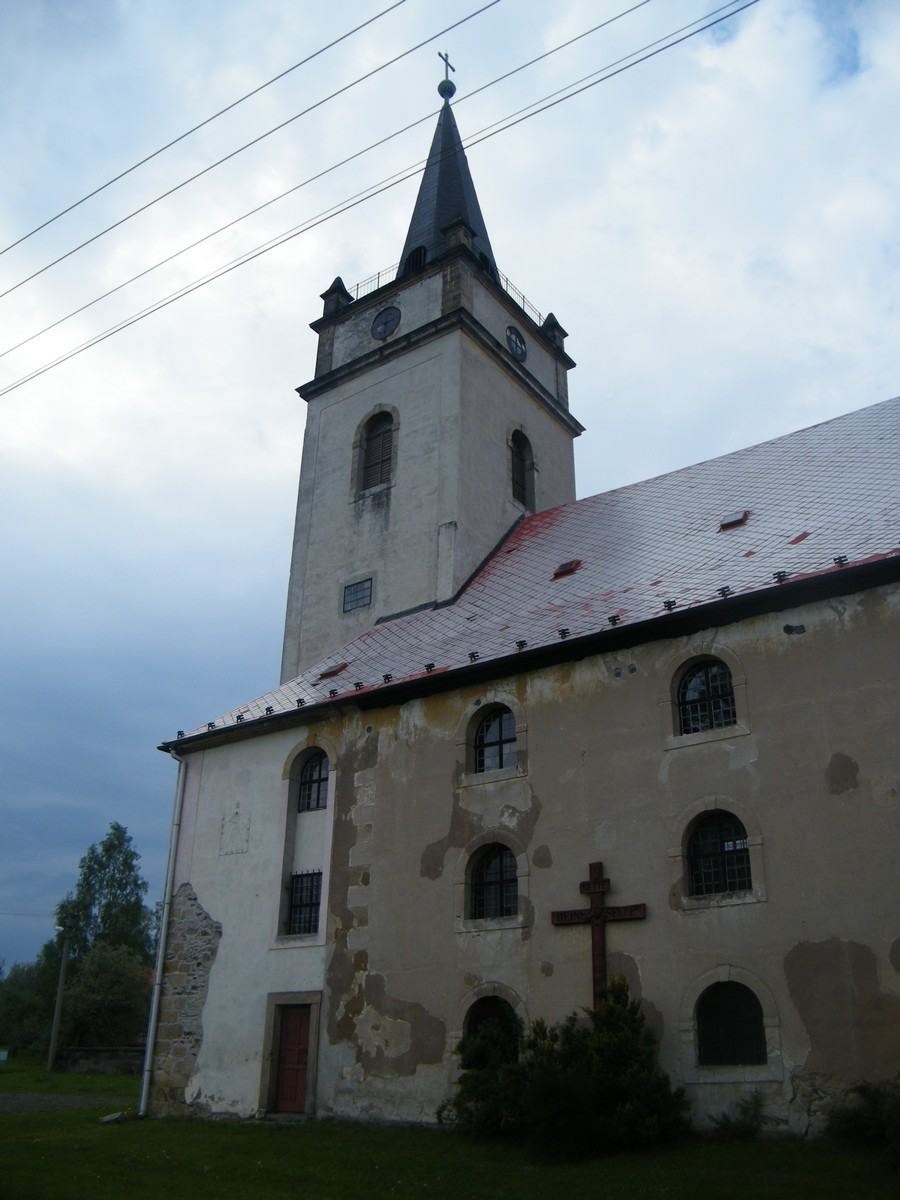
Jižní stěna (2016)
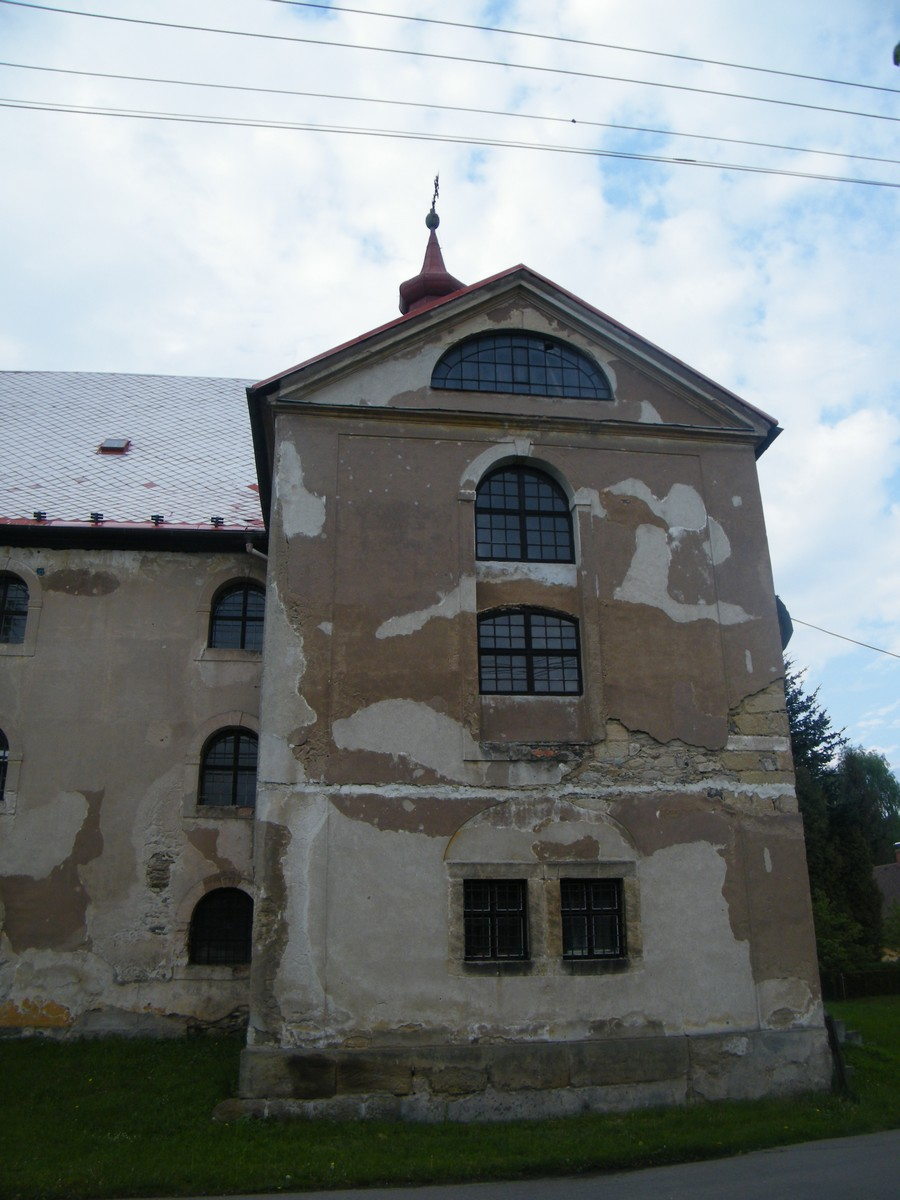
Sakristie (2016)
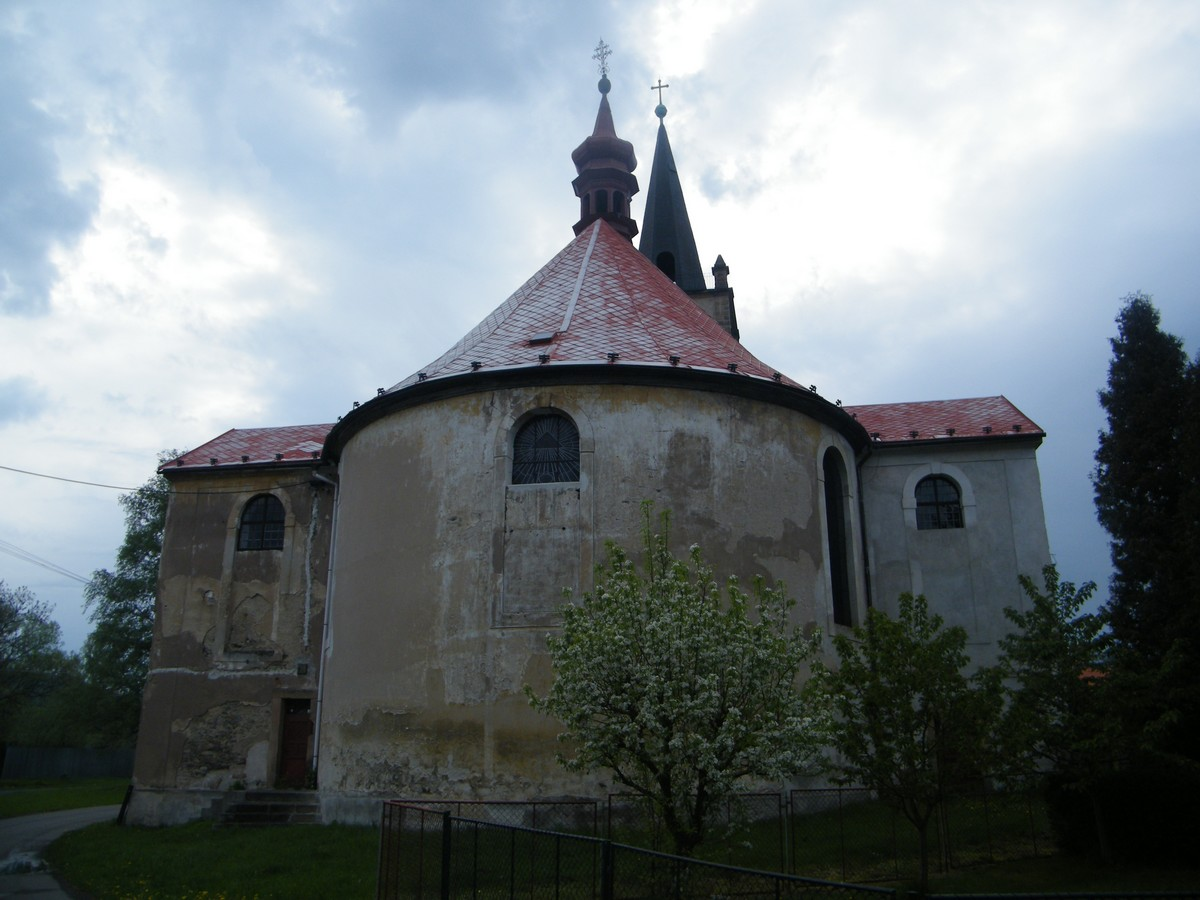
Presbytář (2016)
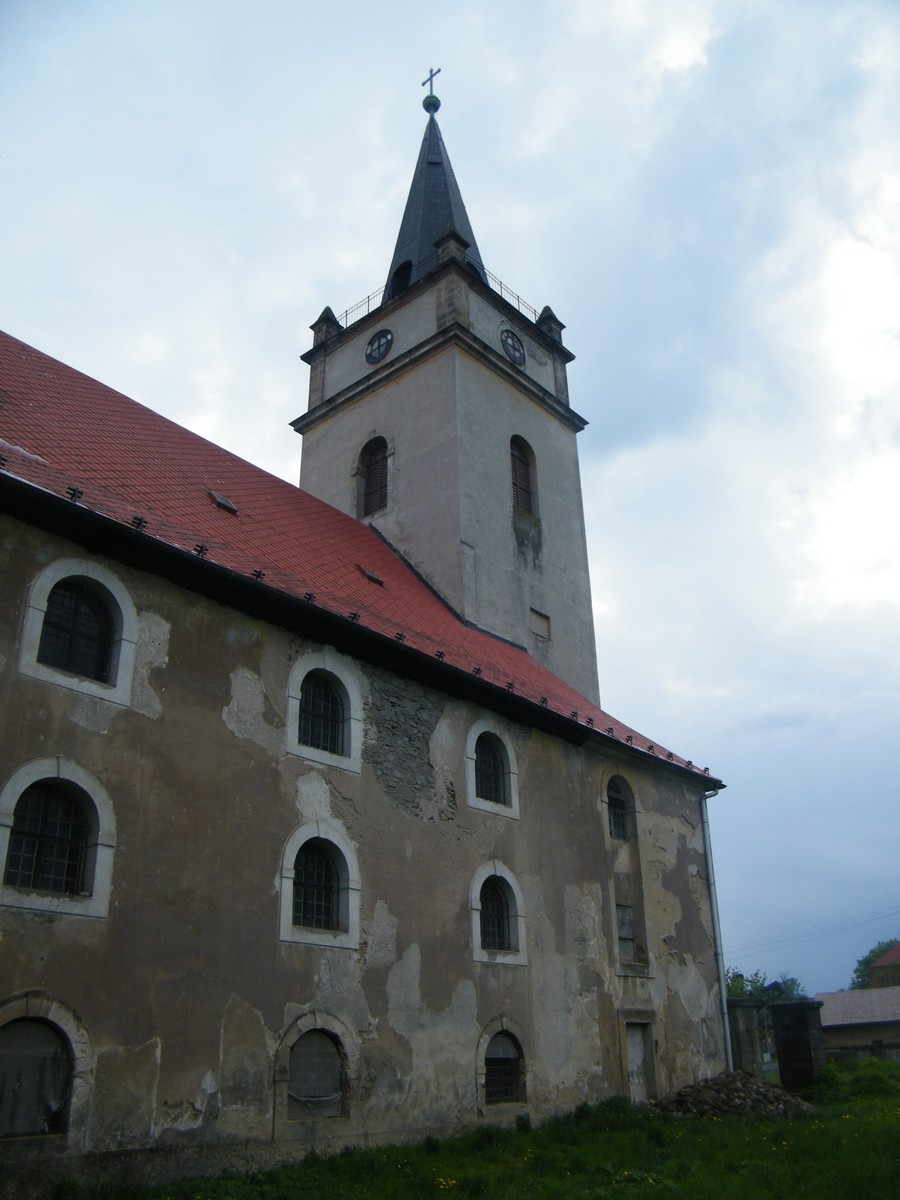
Severní stěna (2016)
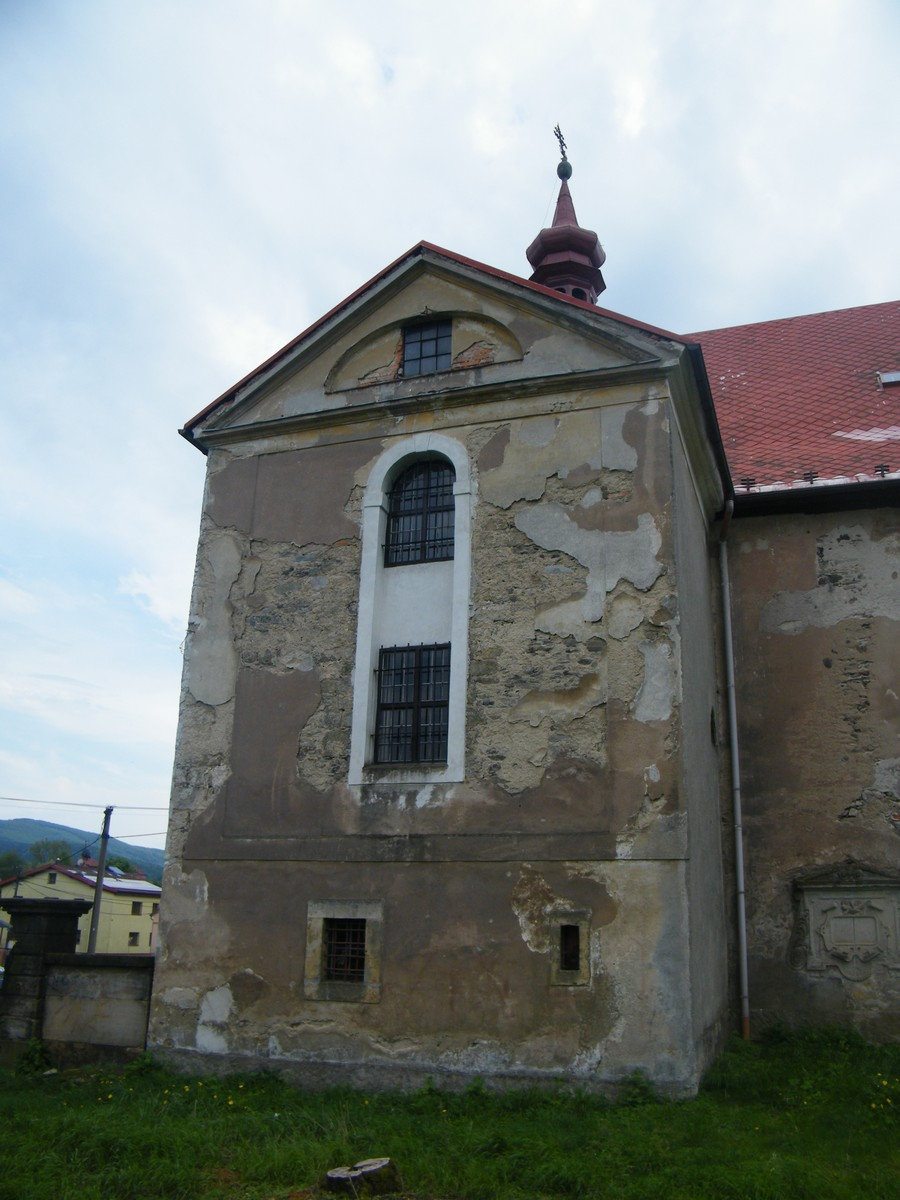
Severní stěna se sakristií (2016)
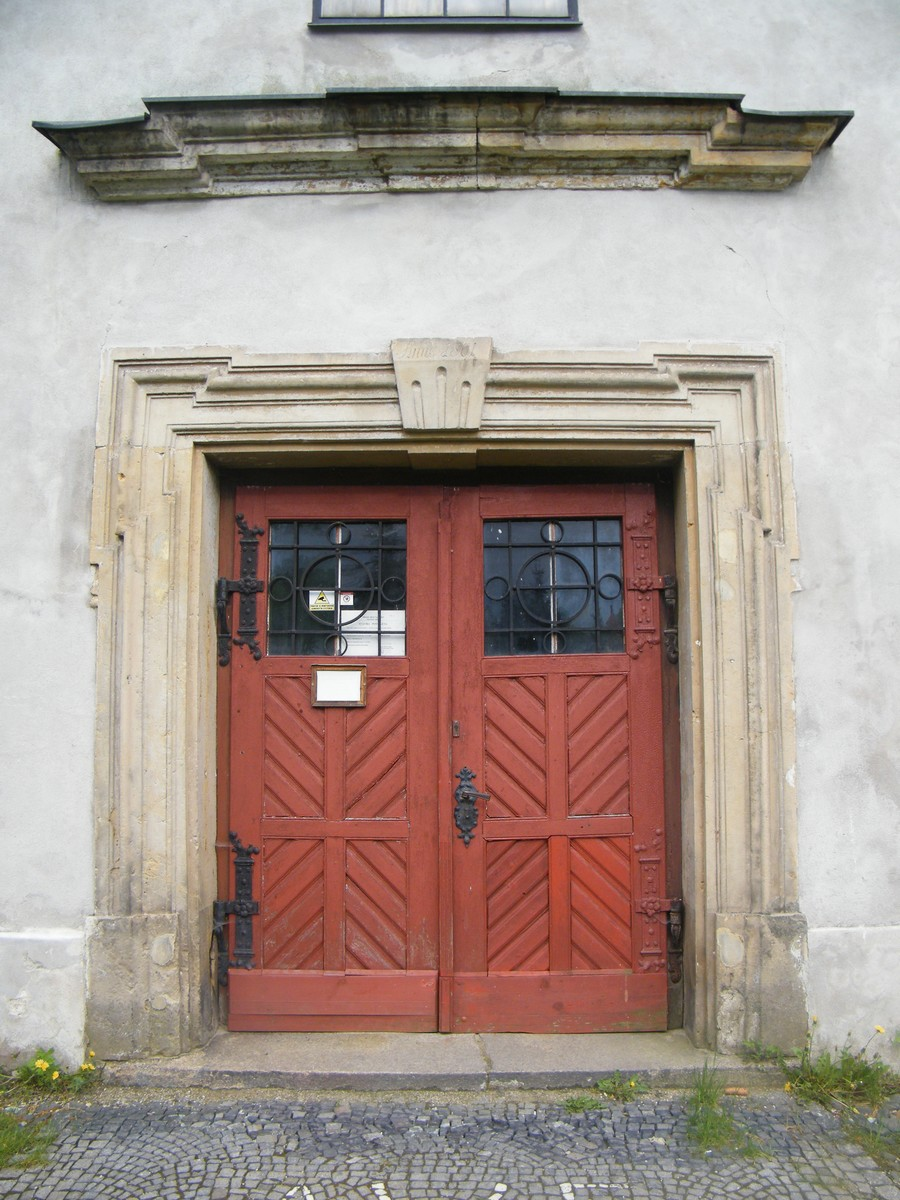
Portál (2016)
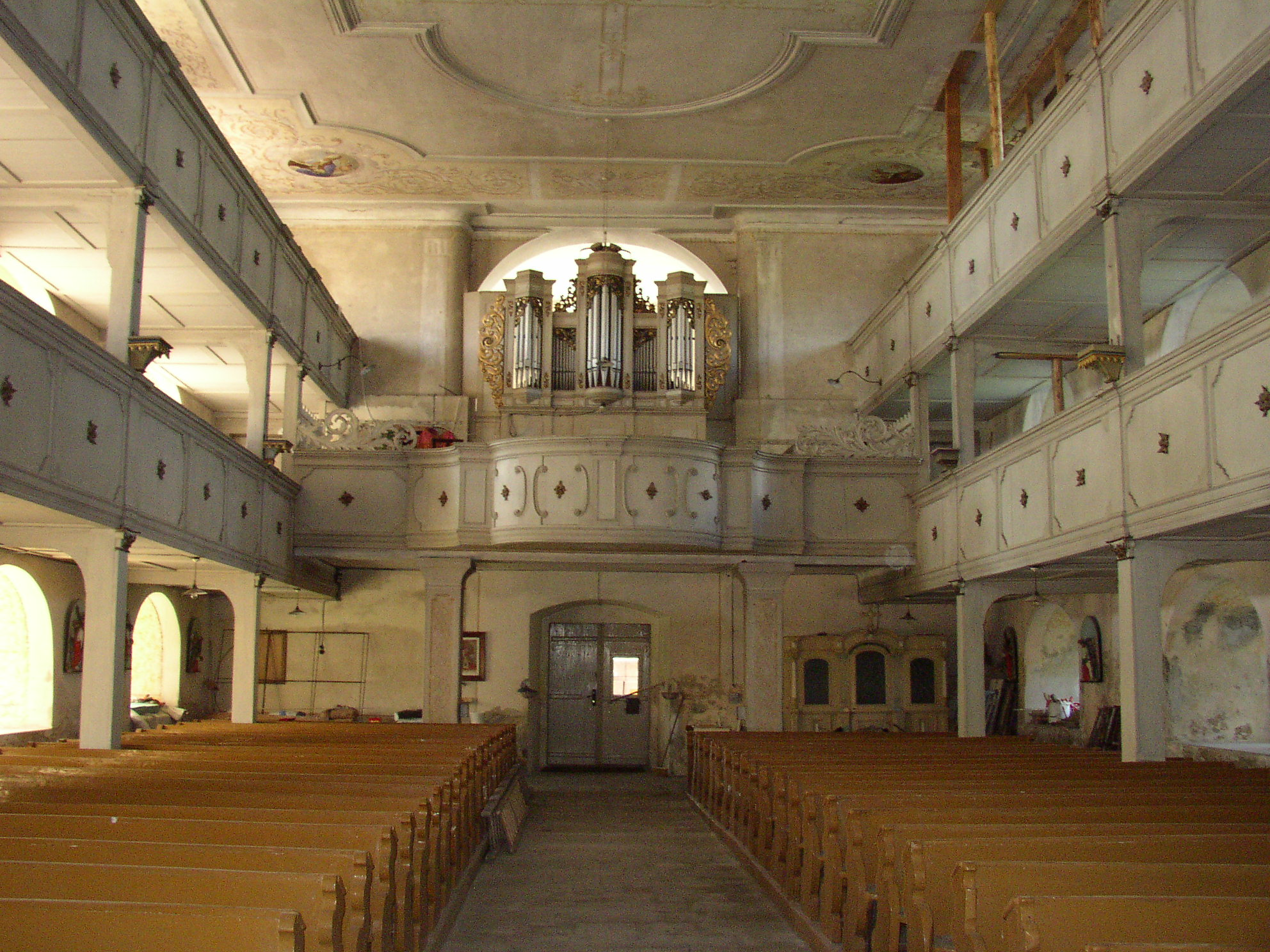
Interiér (2009)
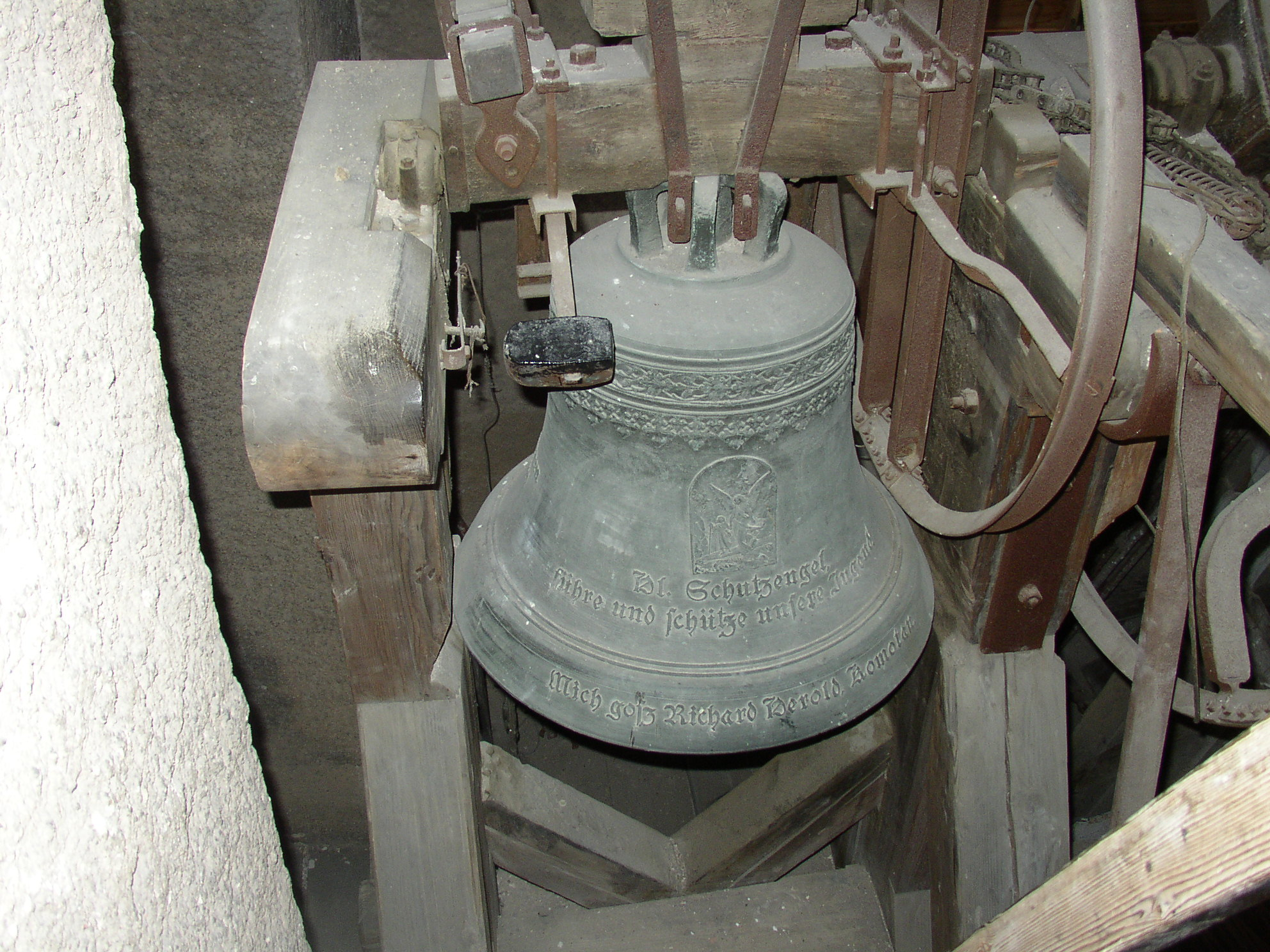
Zvon (2009)
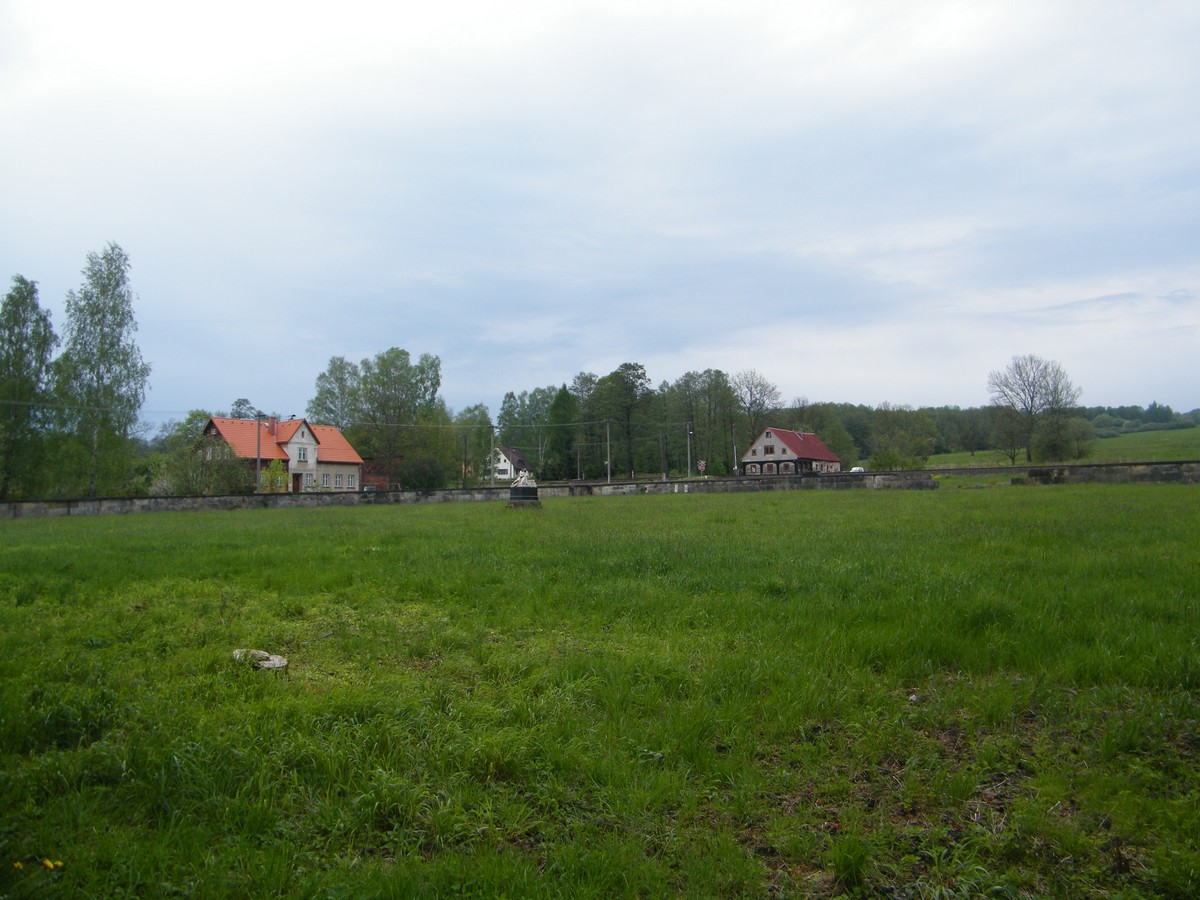
Bývalý kostelní hřbitov (2016)
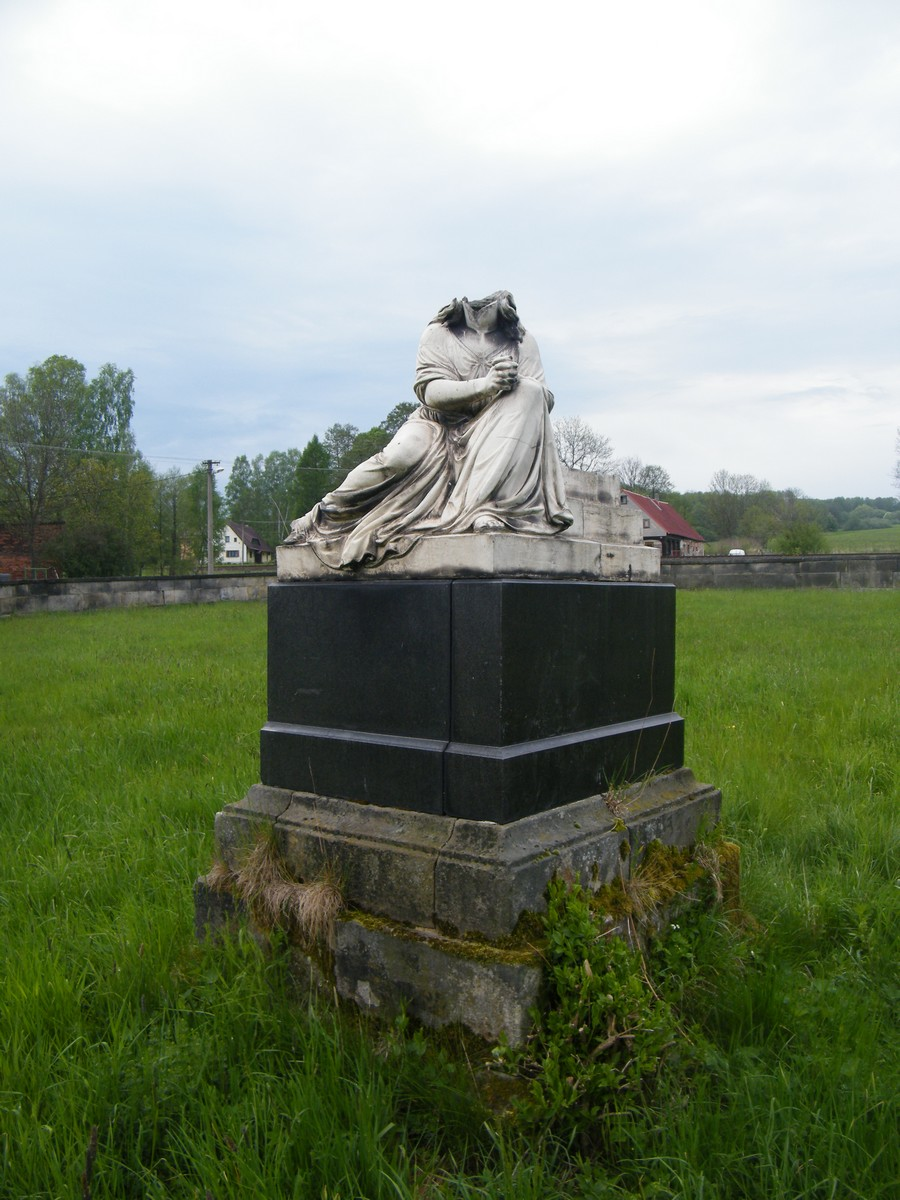
Torzo sochy (2016)
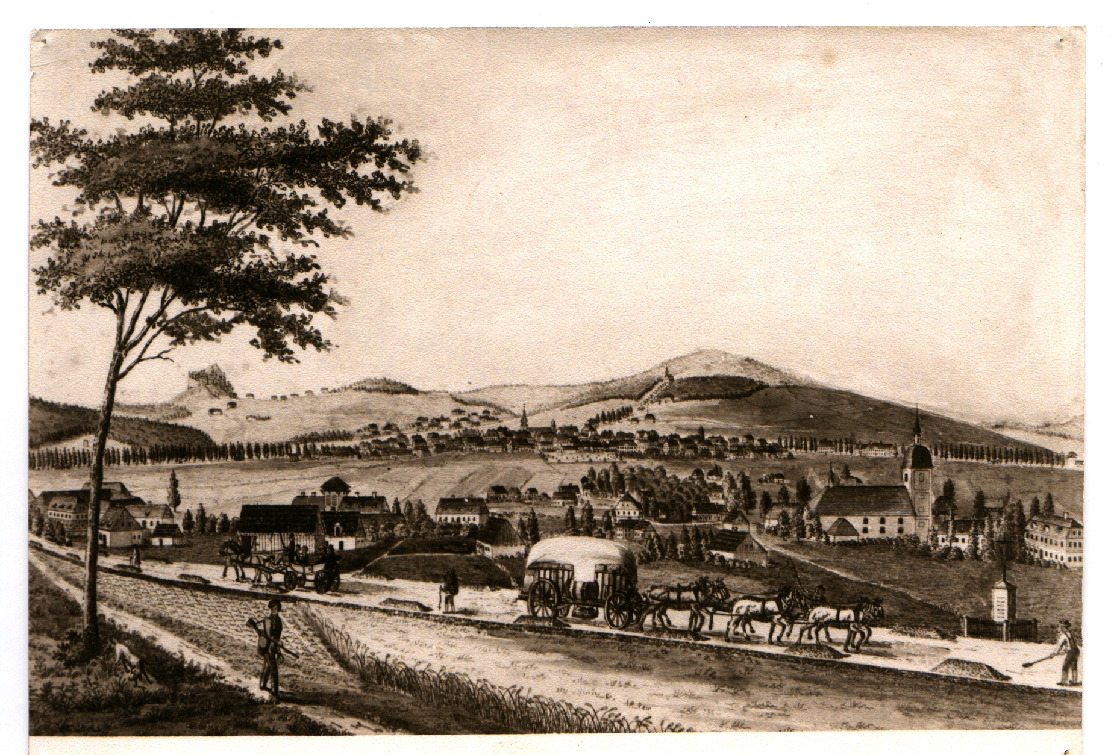
Historické vyobrazení (před rokem 1869)